# NGC 4333
NGC 4333 је спирална галаксија у сазвежђу Девица која се налази на NGC листи објеката дубоког неба.
Деклинација објекта је + 6° 2' 28" а ректасцензија 12h 23m 22,2s. Привидна величина (магнитуда) објекта NGC 4333 износи 13,7 а фотографска магнитуда 14,5. NGC 4333 је још познат и под ознакама MCG 1-32-34, CGCG 42-65, VCC 637, NPM1G +06.0337, PGC 40217.